# Pépoaza couronné
Neoxolmis coronatus
Espèce
Statut de conservation UICN

 LC  : Préoccupation mineure
Le Pépoaza couronné (Neoxolmis coronatus) est une espèce de passereaux de la famille des Tyrannidae.

## Distribution
Cet oiseau vit au sud de l'Argentine et migre l'hiver dans une zone allant du sud de la Bolivie au Paraguay et à l'extrême sud du Brésil.

## Systématique
C'est une espèce monotypique.